# (4274) Karamanov
(4274) Karamanov ist ein Hauptgürtelasteroid, der am 6. September 1980 von Nikolai Stepanowitsch Tschernych am Krim-Observatorium entdeckt wurde.
Der Asteroid wurde nach dem Komponisten Alemdar Sabitovich Karamanov benannt.